# Janet Ossebaard
Janet Ossebaard (1966 –  ca. 16 november 2023) was een Nederlandse documentairemaker, fotografe, auteur, cereologe (graancirkelonderzoeker) en complotdenker.

## Biografie
Ossebaard groeide op in het Overijsselse Bathmen en studeerde Engelse taal- en letterkunde aan de Rijksuniversiteit Groningen.  Na haar studie had Ossebaard een eigen bedrijf in het verzorgen van communicatietrainingen. Ook is Ossebaard actief geweest als freelance coach en trainer en heeft ze een opleiding gevolgd tot natuurgeneeskundig therapeut. Daarnaast beheerde ze een webshop waar ze graancirkel-parafernalia aanbood.
Sinds 16 november 2023 was Ossebaard enkele weken vermist en op 22 december werd ze in Zweden dood aangetroffen in haar camper. Volgens de politie in Lund had zij zelf een eind aan haar leven gemaakt, vermoedelijk op de dag van haar vermissing.
Haar geestverwant en partner Cyntha Koeter liet weten dat Ossebaard leed aan angst- en depressiestoornissen en een overdosis medicijnen had ingenomen. In antwoord op complotdenkers die twijfels uitten over de dood van Ossebaard, benadrukte Koeter expliciet dat er geen sprake was van opstraling door een ufo, afscherming door Q, moord gepleegd door de Cabal of Koeter zelf, noch dat Ossebaard in het geheim aan een nieuw leven was begonnen.

## Complottheorieën en kritisch denken

### Eerste periode: Graancirkels, waarnemingen en mythen

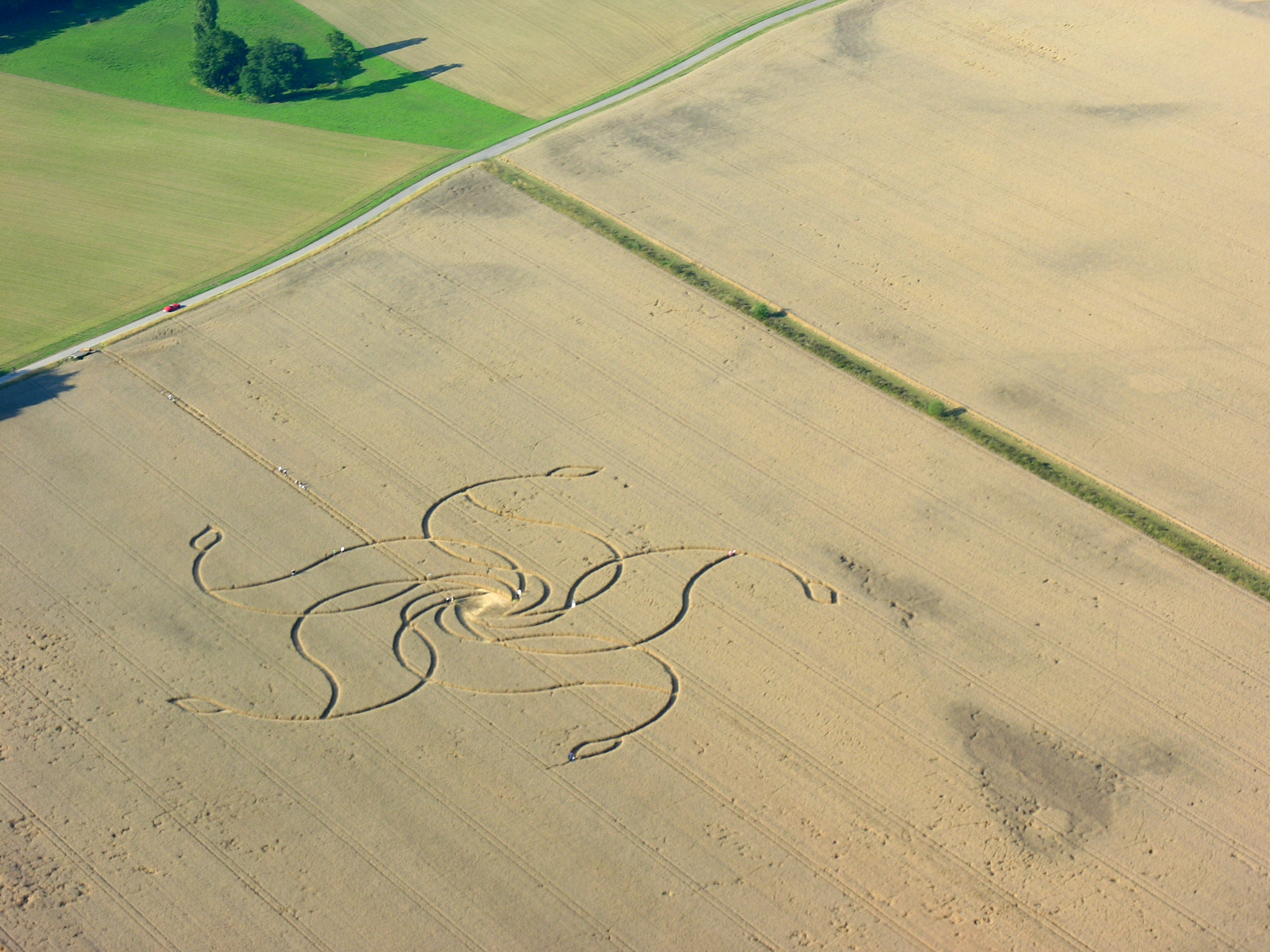
Bovenaanzicht van een graancirkel in het Zwitserse Diessenhofen (2008). Ossebaard was ervan overtuigd dat dergelijke graancirkels een buitenaardse oorsprong hebben.

In 1994 stuitte Ossebaard op een graancirkel bij het dorpje Witten, in de buurt van Assen. Naar eigen zeggen was dit een kantelpunt in haar leven en als gevolg daarvan verruilde ze het bestaan als ondernemer voor een zoektocht naar de oorsprong van graancirkels.
Ossebaard wierp zich vervolgens op als cereoloog en verbleef vanaf 1995 iedere zomer in Zuid-Engeland om graancirkels te onderzoeken. Op deze manier ontwikkelde ze een expertise in Engelse graancirkels en anomalieën. Haar onderzoek bestond uit het in kaart brengen van de cirkels en het nemen van bodemmonsters. Bovendien produceerde Ossebaard aan het einde van de jaren '90 haar eerste documentaires over graancirkels. Gedurende haar onderzoek raakte Ossebaard steeds meer overtuigd van een buitenaardse oorsprong van graancirkels. Daarin werd ze naar eigen zeggen gesterkt doordat zij drie keer getuige was geweest van het ontstaan van een graancirkel. Daarnaast hield Ossebaard zich in deze tijd bezig met de vraag of de wezens uit het werk van Tolkien fictief waren of werkelijk bestonden.
In 2005 werd Ossebaard voorzitter van de DCCCS (Dutch Centre for Crop Circle Studies) en tussen 2015 en 2018 was ze de voorzitter van het Graancirkel Centrum in Deventer. Ze is altijd blijven publiceren over dit onderwerp.

### Tweede periode: QAnon en Corona

#### De Val van de Cabal
In 2019 bracht Ossebaard haar tiendelige videoserie De Val van de Cabal uit, die thema's uit diverse samenzweringstheorieën met elkaar in verband brengt. Onder "De Cabal" moet volgens Ossebaard een wereldelite met de Illuminati en pedofiele netwerken die de beschaving ten val wil brengen, verstaan worden. Binnen haar theorie wordt de wereld geregeerd door een samenzwering van onder andere de Rothschild dynastie en Bill Gates. Bestrijders van deze samenzwering zouden QAnon en Donald Trump zijn.
Socioloog J.M. Wright kenschetst Ossebaards De Val van de Cabal als een algemene introductie in de 'QAnon-religie'. Een ander etnologisch onderzoek naar QAnon-aanhangers bevestigt de invloed en vormende werking van Ossebaards documentaire op deze gemeenschap. Daarenboven wordt Ossebaards documentaire ook wel omschreven als liturgisch materiaal binnen de algehele complottheorie van QAnon.

#### Publiciteit
Al sinds 2017 was Ossebaard aanhanger van de complottheorie QAnon en ze wordt gezien als een sleutelfiguur voor de verspreiding van het QAnon-gedachtegoed in de Lage Landen tijdens het begin van de coronacrisis. Ossebaards complottheorieën worden volgens criminologe Fiore Geelhoed gekenmerkt door een combinatie van "QAnon-gedachtegoed over kindermisbruik met ideeën over de invloed van aliens op aarde en schade door chemtrails, inenting en 5G-masten".
Tijdens het begin van de coronacrisis in Nederland kwam Ossebaard door verschillende omstandigheden weer in de publiciteit. De serie De Val van de Cabal, die tot 2020 alleen in kleine zaaltjes en op dvd te zien was, kwam daarna op YouTube. Kort daarna volgde ze met een vierdelige serie, waarin onder andere een verband gelegd werd tussen de samenzwering van de Cabal, 5G-netwerken en de coronapandemie.
In maart 2020 verscheen Ossebaard als corona-expert bij het programma Het Panel van Ongehoord Nederland. Iets later, in augustus 2020, ontstond er landelijke controverse rondom Ossebaard toen zij in een podcast met rapper Lange Frans openlijk fantaseerde over het plegen van een aanslag op toenmalig minister-president Mark Rutte.

## Oeuvre

### Documentaires
- Crop Circles, What On Earth is Going On? (In samenwerking met B. Janssen, 1996)
- Crop Circles, The Research (1998, geüpdatet in 2000)
- The Silburry Hole Enigma (In samenwerking met B. Janssen, 2001)
- Contact with the unknown intelligence behind the crop circles (In samenwerking met B. Janssen, 2001)
- Graancirkels - vingerafdrukken van de goden (2013)
- De val van de Cabal (Engels: Fall of the Cabal, 2019)